# Àrea de Lliure Comerç de les Amèriques

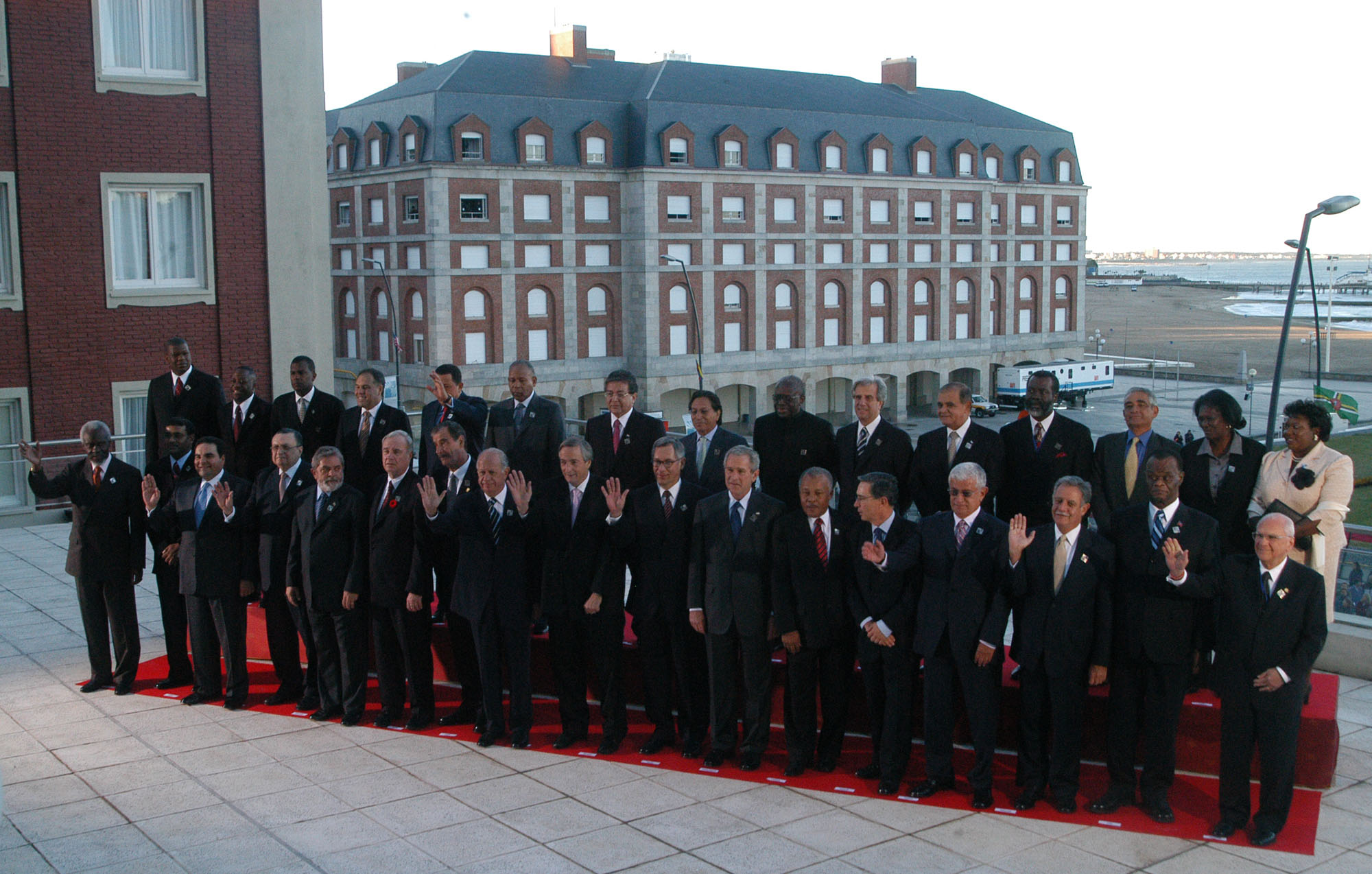
Quarta Cimera de les Amèriques, a l'Argentina

L'Àrea de Lliure Comerç de les Amèriques (ALCA) és un acord proposat per a reduir o eliminar les barreres comercials entre les nacions dels hemisferi occidental, llevat de Cuba. L'última ronda de negociacions es va realitzar el 16 de novembre, 2003, però s'han estancat per la forta oposició del govern de Veneçuela i d'altres estats membres del Mercosur. Les característiques d'aquest acord estan basades en el ja existent Tractat de Lliure Comerç d'Amèrica del Nord (NAFTA) entre el Canadà, els Estats Units i Mèxic.

## Antecedents
Des de la dècada de 1960 s'han proposat models d'integració regional per a Sud-amèrica, l'Amèrica Central i el Carib. La intenció era reduir les tarifes internament mantenint, però, altes tarifes per als estats no membres. Es van proposar diverses iniciatives com ara l'Associació Llatinoamericana de Lliure Comerç el 1960, el Mercat Comú Centreamericà el 1960, l'Associació Caribenya de Lliure Comerç el 1965 i el Pacte Andí el 1969.
La dècada de 1980 va ser coneguda com la dècada perduda per a moltes nacions llatinoamericanes, que van experimentar crisis econòmiques i moratòries en el pagament del deute. La majoria d'aquestes nacions, que tenien una política tancada al comerç, van començar a canviar la seva postura la dècada de 1990, ingressant al GATT i reduint les tarifes al comerç unilateralment a una mitjana del 20%.
Mèxic va canviar radicalment la seva economia. D'una economia tancada al comerç internacional, i amb un sistema de substitució dels productes importants, es convertiria en la nació més oberta comercialment, signant nombrosos tractats de lliure comerç, el més important, i el primer de la regió, el Tractat de Lliure Comerç d'Amèrica del Nord (NAFTA), que entrà en vigor el 1994. El 1991, Argentina, el Brasil, Uruguai i Paraguai van formar el Mercosur, amb el propòsit de reduir les tarifes comercials, i a partir del 1996 crear una àrea de lliure comerç i moviment de productes i persones. Veneçuela, Colòmbia i Mèxic van crear el G-3 el 1995. Finalment el 2004 es va crear la Comunitat Sud-Americana de Nacions, que té la intenció d'unificar la Comunitat Andina de Nacions i el Mercosur. Els Estats Units tenien la intenció de crear una àrea de comerç hemisfèric per a tota la regió.
El 1994 van terminar les negociacions de la Ronda de l'Uruguai del GATT, i la proposta de comerç hemisfèric va quedar posposada fins al 2005.

## Negociacions actuals
La proposta de l'ALCA va sorgir en la cimera de las Amèriques de l'11 de desembre, 1994 a Miami, però va rebre l'atenció seriosa dels presidents i del públic durant les cimeres de Quebec el 2001 i de Miami del 2003. En les negociacions prèvies, els Estats Units havien volgut crear un acord per a reduir les barreres comercials dels béns, però, protegint fortament la propietat intel·lectual, i la reimportació de productes farmacèutics.
El 2005, el Mercosur es va oposar a la signatura de l'ALCA segons els termes ja establerts, ja que els enormes subsidis agrícoles dels Estats Units no permetrien un comerç veritablement lliure, i que els productes agrícoles conformen un percentatge considerable de les exportacions totals de l'Argentina i el Brasil. A més, alguns països sud-americans s'oposen als capítols de protecció ambiental (que es van aplicar en el NAFTA), car temen que això limitaria l'avantatge competitiu pel flux de capital.
El president veneçolà, Hugo Chávez, s'ha oposat fermament a la proposta nord-americana, i ha proposat l'Alternativa Bolivariana de les Amèriques (ALBA), una àrea de lliure comerç llatinoamericana, de la qual els productes petroliers i energètics tenen preeminència. La Quarta Cimera de les Amèriques, realitzada al Mar del Plata, Argentina el 4 i 5 de novembre, 2005 va estar radicalment dividida entre els opositors a l'ALCA, encapçalats per Veneçuela, qui va dir, explícitament que volia enterrar l'ALCA, i els Estats Units, el proponent. Mèxic, Xile i el Canadà, països que ja han signat un tractat comercial amb els Estats Units, han donat llur suport a la proposta nord-americana de l'ALCA, la qual cosa va afectar les relacions entre les diverses relacions llatinoamericanes, principalment entre Mèxic i Veneçuela.